# Neonerita yahuasae
Neonerita yahuasae là một loài bướm đêm thuộc phân họ Arctiinae, họ Erebidae.